# Bo Holten
Bo Holten (født 22. oktober 1948)
er en dansk redaktør, komponist og dirigent.
Som dirigent har han ledet vokalensemblerne Ars Nova og Musica Ficta,
været gæstedirigent for BBC Singers
og er chefkapelmester for det Flamske Radiokor i Bruxelles.
Som komponist har han blandt andet skrevet fire operaer, to symfonier og fire solokoncerter.
Han har skrevet filmmusik til Bille Augusts Zappa
og Tro, håb og kærlighed
samt Lars von Triers Forbrydelsens element.
Holtens korarrangementer af C.E.F. Weyse og B.S. Ingemanns morgen- og aftensange er udkommet i bogformat.
Han har været blandt redaktørerne af Folkehøjskolens Melodibog.